# Christos Stylianides

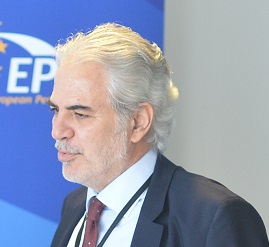
Christos Stylianides

Christos Stylianides, född 26 juni 1958 i Nicosia, är en cypriotisk politiker. Han är sedan 1 november 2014 ledamot av Europeiska kommissionen och ansvarar för humanitärt bistånd och krishantering i kommissionen Juncker. Han är medlem i det center-högerpolitiska partiet Demokratisk samling.
Stylianides var ledamot av Cyperns parlament 2006-2013 och av Europaparlamentet från maj till oktober 2014. Han har även varit talesperson för Cyperns regering 1998-199 och 2013-2014.